# Забирова, Зульфия Хасановна
Зульфия́ Хаса́новна Заби́рова (19 декабря 1973, Ташкент) — российская и казахстанская велогонщица.
В 1993 году переехала из Узбекистана в Россию и выступала за неё, но в 2005 году приняла казахстанское гражданство.

## Спортивные достижения
Чемпионка Игр XXVI Олимпиады в Атланте (1996), победитель (2002), серебряный (1997, 1998) и бронзовый (2003) призёр чемпионатов мира в индивидуальной гонке на время (шоссе), многократный победитель крупнейших международных гонок на шоссе (1995—2000), неоднократный победитель и призёр Кубков мира в гонках на треке, многократная чемпионка России в гонках на шоссе и треке (1992—1999).

### Статистика выступления наГранд-турах
| Гонка / Год          | 1996 | 1997 | 1998 | 1999 | 2000 | 2001 | 2002 | 2003 | 2004 | 2005 | 2006 | 2007 | 2008 |
| -------------------- | ---- | ---- | ---- | ---- | ---- | ---- | ---- | ---- | ---- | ---- | ---- | ---- | ---- |
| Гранд Букль феминин  | 6    | 16   | 20   | —    | 5    | —    | DNF  | 19   | —    | —    | —    | —    | —    |
| Тур де л'Од феминин  | —    | —    | 23   | —    | DNF  | —    | —    | —    | —    | —    | —    | DNF  | 26   |
| Джиро д’Италия Донне | —    | —    | —    | 5    | —    | —    | 7    | —    | 10   | 21   | 73   | 71   | 47   |

### Рейтинги
| Год               | 1998 | 1999 | 2000 | 2001 | 2002 | 2003 | 2004 | 2005 | 2006 |
| ----------------- | ---- | ---- | ---- | ---- | ---- | ---- | ---- | ---- | ---- |
| Мировой кубок UCI | 7-й  | -    | -    | -    | -    | 10-й | 5-й  | -    | 10-й |
|                   |      |      |      |      |      |      |      |      |      |
| Источник: UCI     |      |      |      |      |      |      |      |      |      |